# Donna Air
Donna Air (2 de agosto de 1979) es una personalidad mediática, cantante y actriz inglesa.

## Vida y carrera
Nació en Wallsend, North Tyneside. Después de asistir al St Oswald's Catholic Primary School en Gosforth, asistió al Sacred Heart Convent School on Fenham Hall Drive, en Newcastle upon Tyne. Air luego se graduó de la Gosforth Academy, también en Newcastle upon Tyne, donde, como antigua alumna, asistió al instituto de teatro local.
Donna comenzó su carrera a la edad de 10 años en la serie de la CBBC, Byker Grove. Luego fue integrada en el dúo musical Crush realizando giras por Estados Unidos, Japón y Asia. Después de esto regresó a Reino Unido y firmó con MTV UK para ser la presentadora del programa en directo – MTV Select, entre otros programas, incluyendo The Big Breakfast para Canal 4, TFI Friday junto a Huey Morgan (de Fun Lovin' Criminals), Popstars: The Rivals Extra para ITV (el programa que creó la banda Girls Aloud). Ha aparecido en series de televisión como Hollyoaks y Hotel Babylon, la comedia de la BBC, entre otros. Air apareció en las películas Still Crazy (1998), The Mummy Returns, y Bad Day entre otros.
Air presentó el programa de Canal 5's, Live from Studio Five, junto a Kate Walsh.
En enero de 2013, Air se quedó con el cuarto puesto en el programa de ITV, Splash! reemplazando a Jennifer Metcalfe sin previo aviso.
En noviembre de 2017, Air anunció en el programa Loose Women que participaría en la décima edición de Dancing on Ice.

## Vida personal
Air mantuvo una relación con Damian Aspinall, y su hija, Freya Air Aspinall, nació en Westminster, Londres en septiembre de 2003.
Mantuvo una relación con el hermano de Catalina de Cambridge, James Middleton, durante cinco años rompiendo en 2018.